# Piazzole
Piazzole är en kommun i departementet Haute-Corse på ön Korsika i Frankrike. Kommunen ligger i kantonen Orezza-Alesani som tillhör arrondissementet Corte. År 2022 hade Piazzole 50 invånare.

## Befolkningsutveckling
Antalet invånare i kommunen Piazzole
Referens:INSEE